# Martiel
Martiel ist eine französische Gemeinde mit 989 Einwohnern (Stand 1. Januar 2022) im Département Aveyron in der Region Okzitanien (vor 2016 Midi-Pyrénées). Die Gemeinde gehört zum Arrondissement Villefranche-de-Rouergue und zum Kanton Villeneuvois et Villefranchois (bis 2015 Villefranche-de-Rouergue). Die Bewohner werden Martielois und Martieloises genannt.

## Geografie
Martiel liegt etwa 43 Kilometer westlich von Rodez. Umgeben wird Martiel von den Nachbargemeinden Salvagnac-Cajarc und La Capelle-Balaguier im Norden, Sainte-Croix im Nordosten, Savignac im Osten, Vailhourles im Süden, Laramière im Westen sowie Puyjourdes im Nordwesten.

## Demografie
| Jahr                      | 1962 | 1968 | 1975 | 1982 | 1990 | 1999 | 2006 | 2013  | 2020 |
| Einwohner                 | 723  | 677  | 635  | 706  | 798  | 823  | 885  | 1.002 | 975  |
| Quelle: Cassini und INSEE |      |      |      |      |      |      |      |       |      |

## Sehenswürdigkeiten
- Dolmen du Bois de Galtier, seit 1889 als Monument historique klassifiziert
- Dolmen du Devès, seit 1978 als Monument historique klassifiziert
- Dolmen de Marie-Gaillard, seit 1978 als Monument historique klassifiziert
- Dolmen du Bois del Rey
- Kirche Saint-Barthélemy
- Kirche Sainte-Madeleine in Marroule
- Kloster Loc-Dieu, seit 1989 als Monument historique klassifiziert
- Turm des Tempelritterordens aus dem 13. Jahrhundert

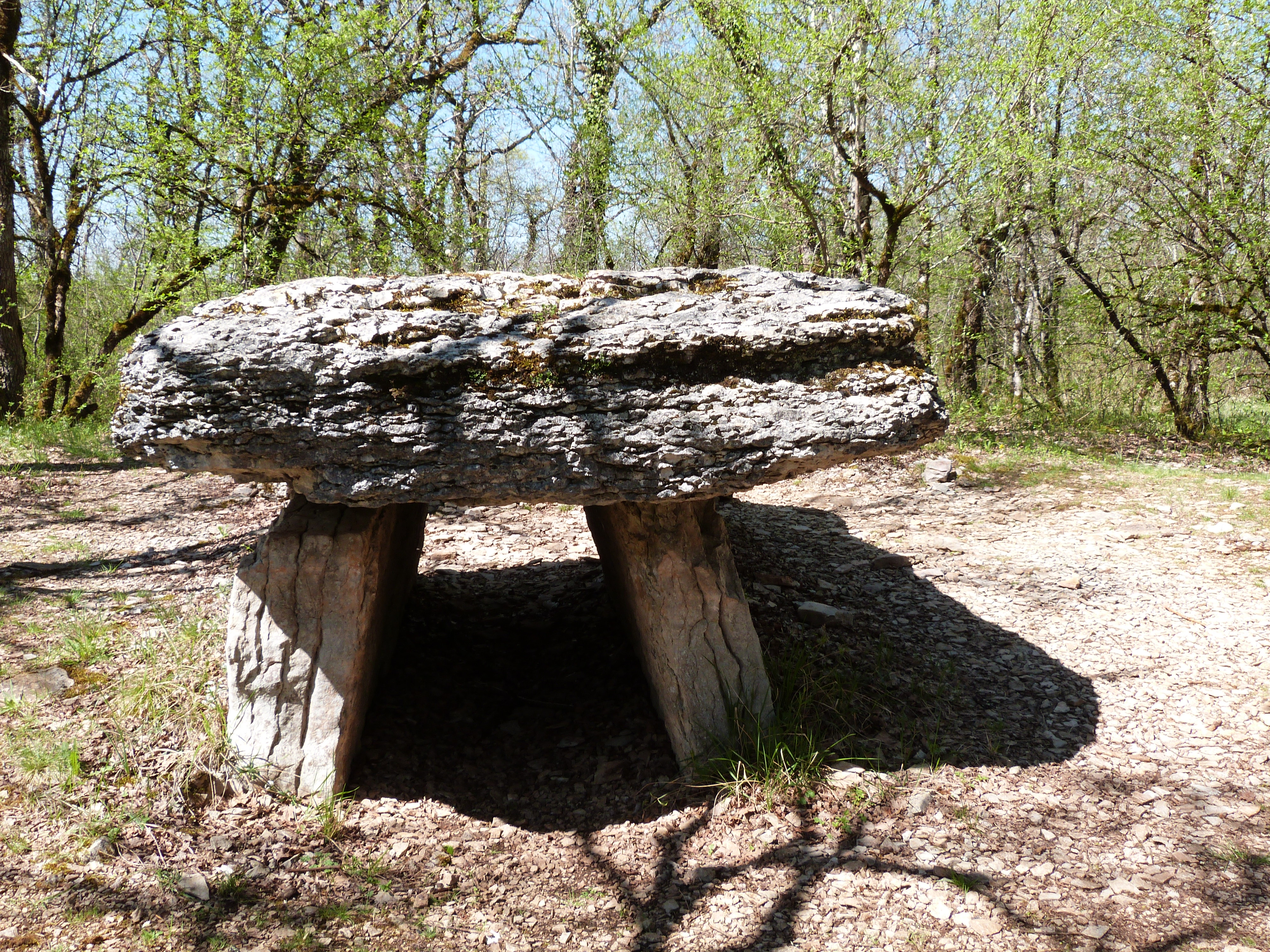
Dolmen du Bois de Galtier
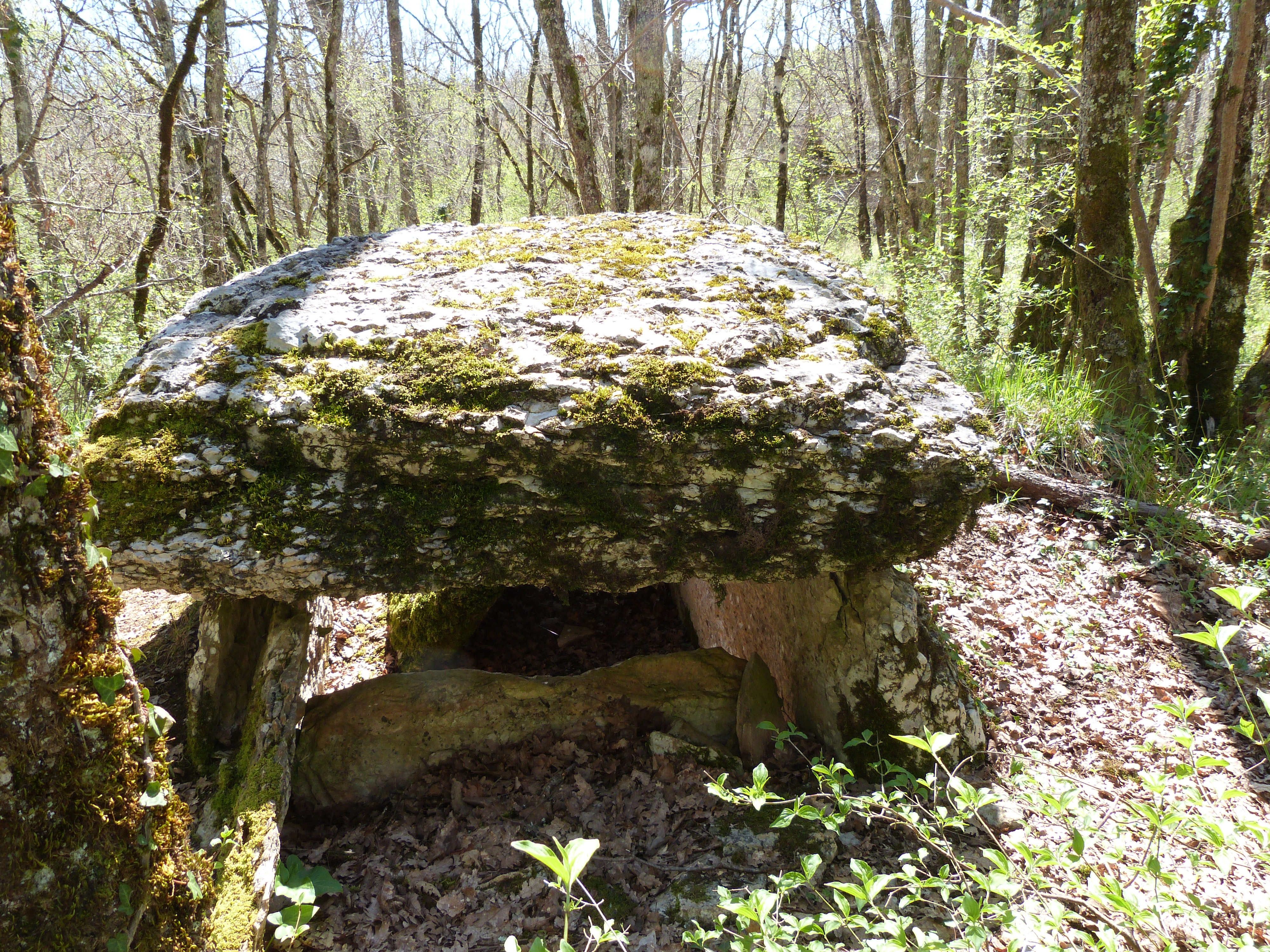
Dolmen du Devès
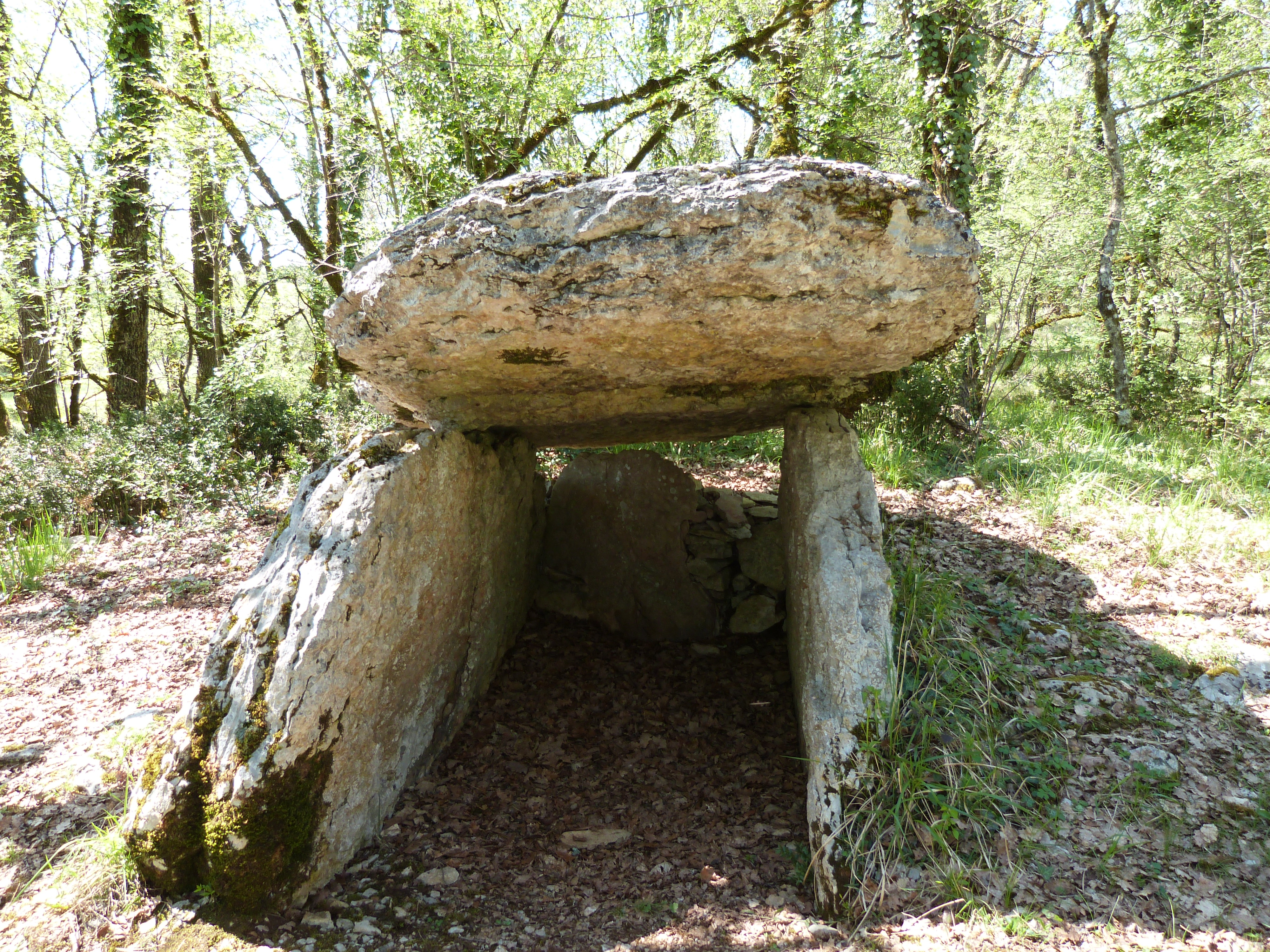
Dolmen de Marie-Gaillard
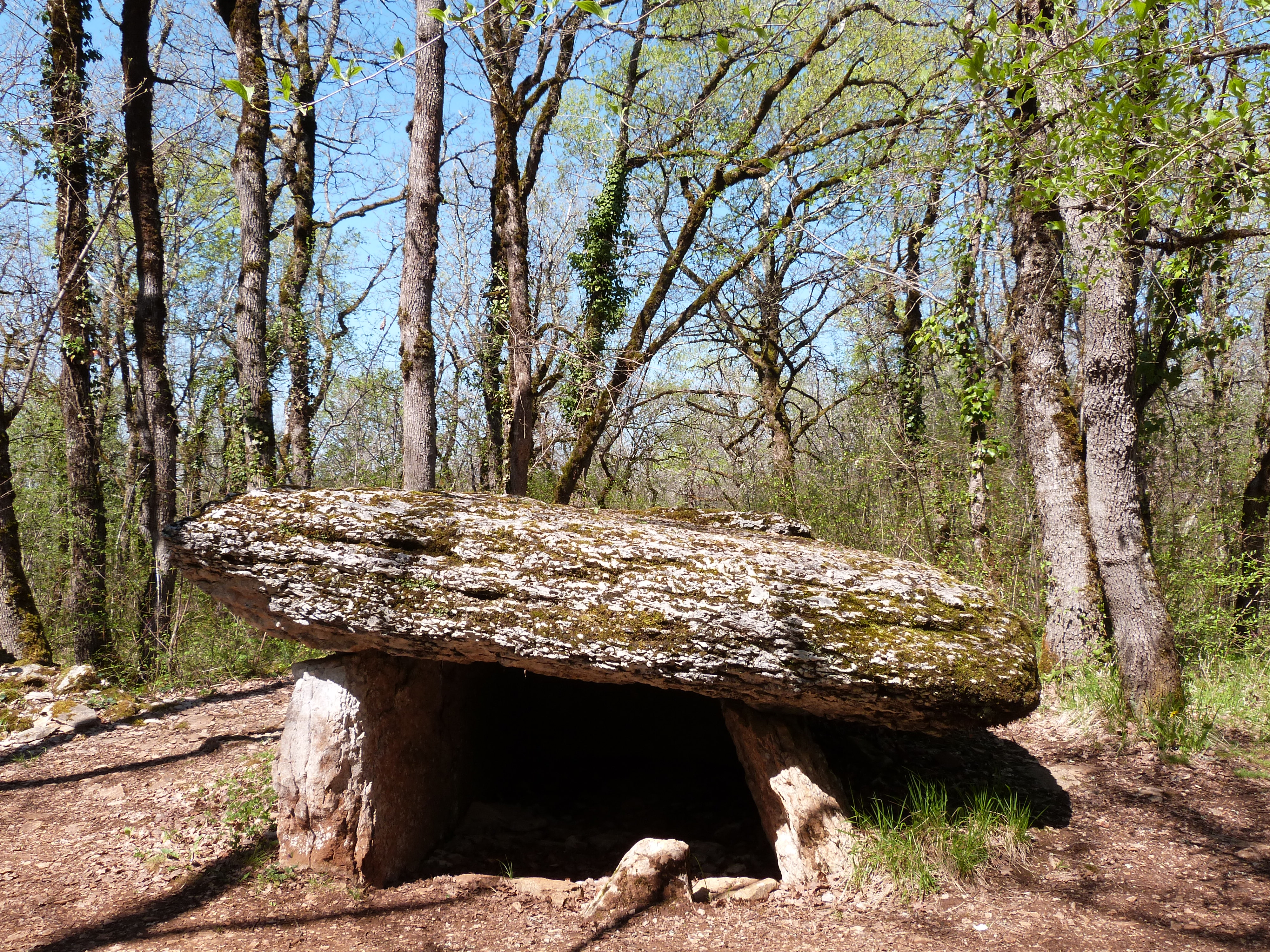
Dolmen du Bois del Rey
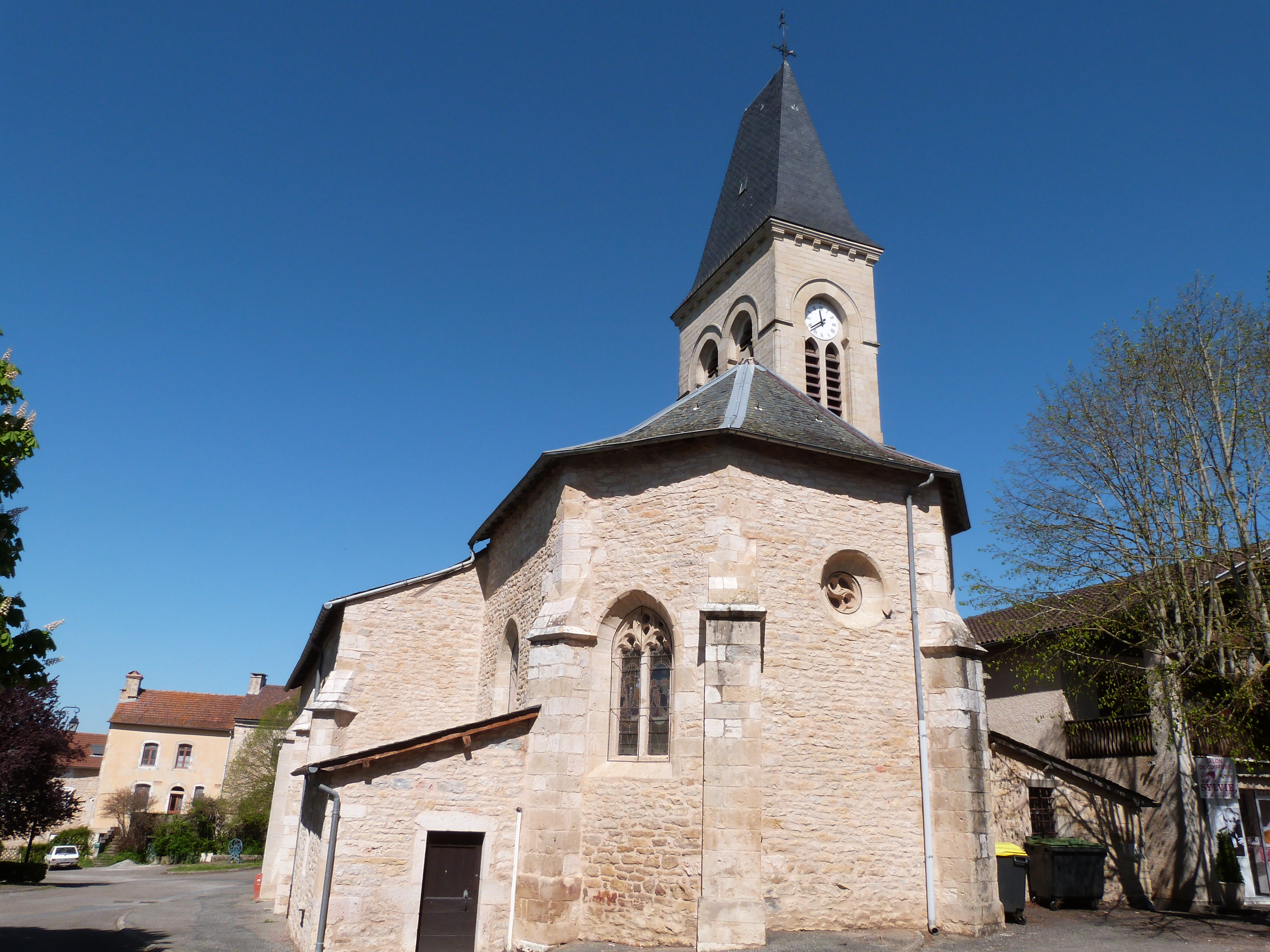
Kirche Saint-Barthélemy
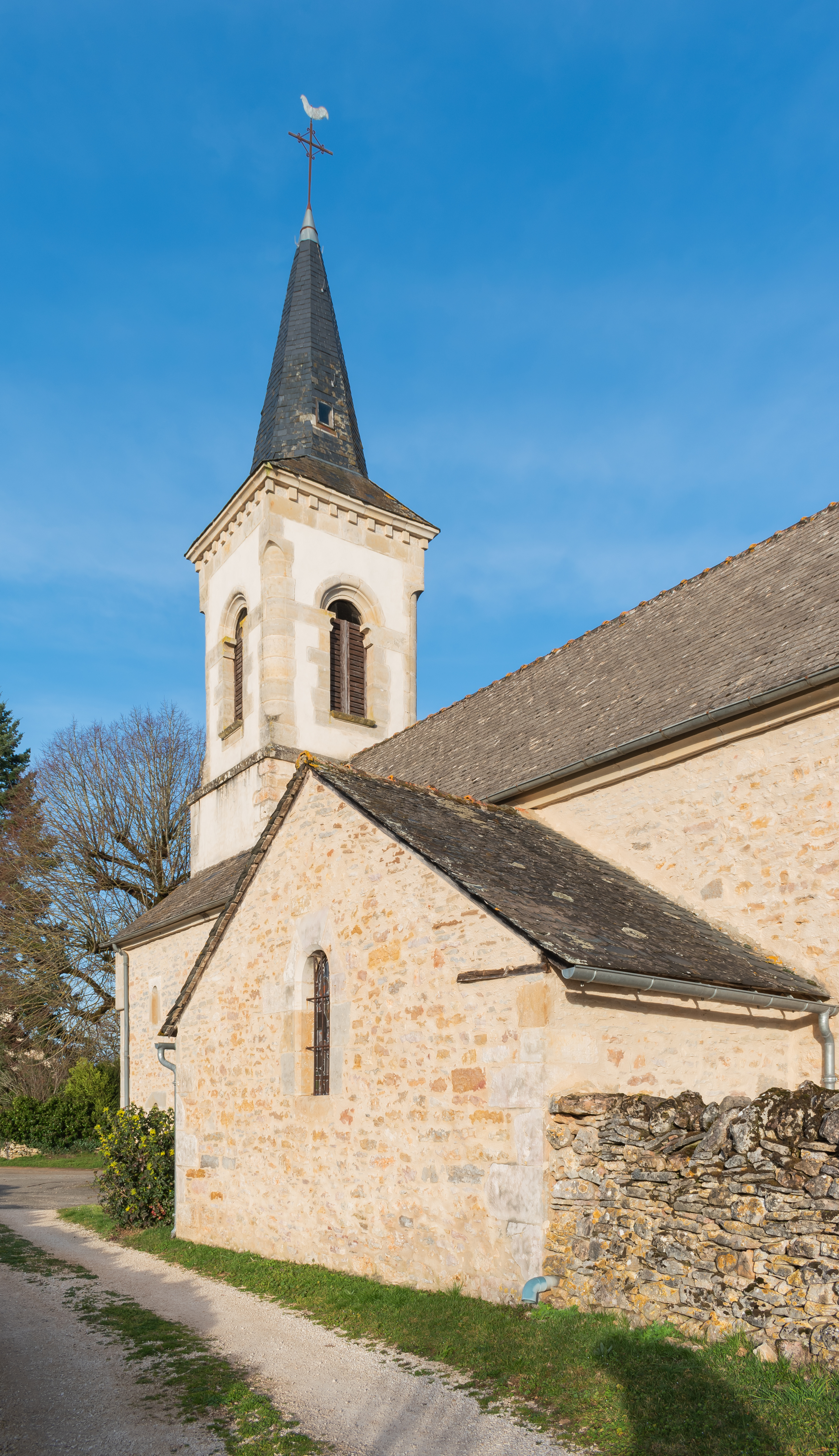
Kirche Sainte-Madeleine
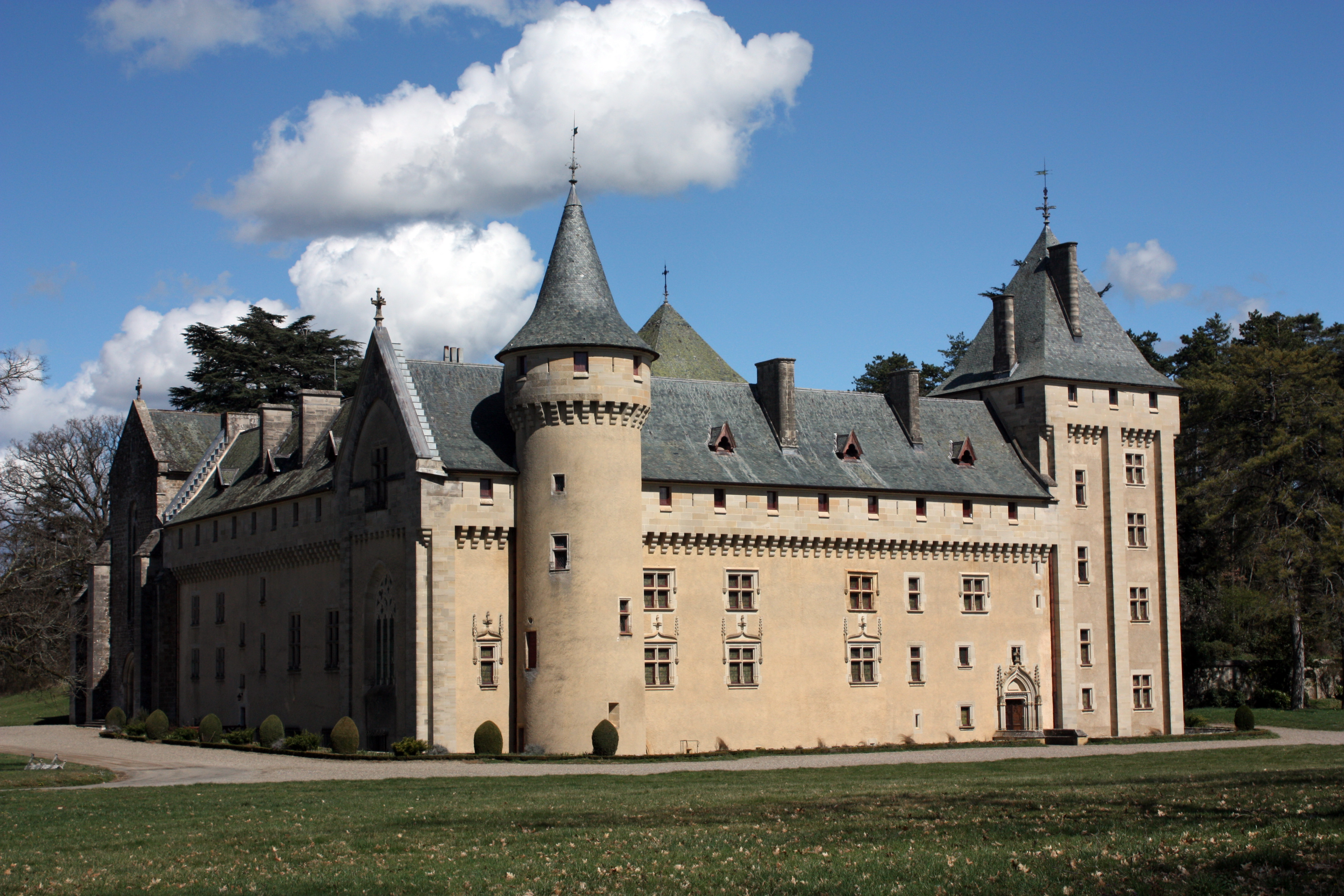
Kloster Loc-Dieu
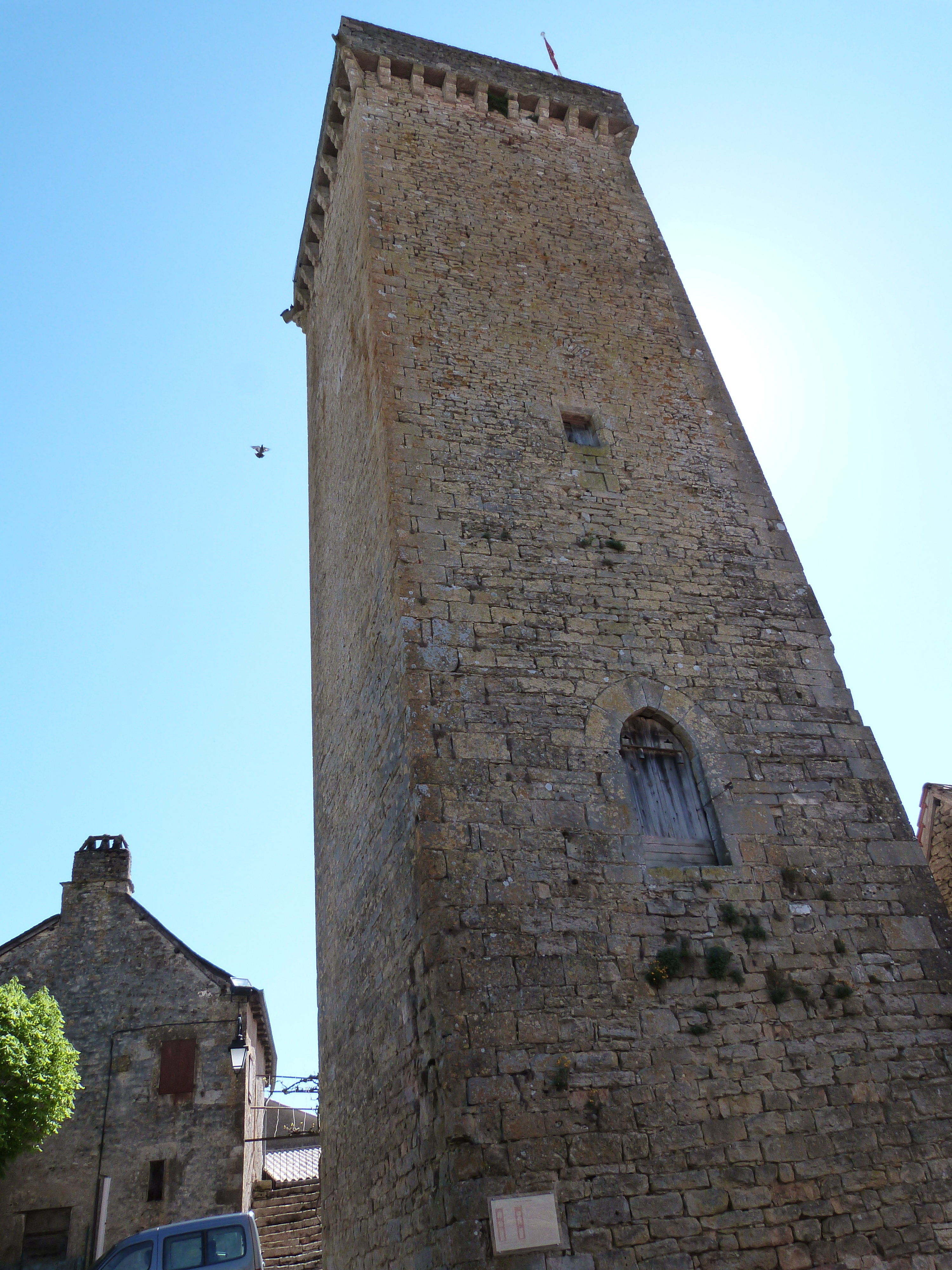
Turm des Tempelritterordens